# Brănești (Gorj)
Brăneşti è un comune della Romania di 2447 abitanti, ubicato nel distretto di Gorj, nella regione storica dell'Oltenia.
Il comune è formato dall'unione di 6 villaggi: Bădești, Brănești, Brebenei, Capu Dealului, Gilortu, Pârâu.